# Geschichte der Juden in Hameln

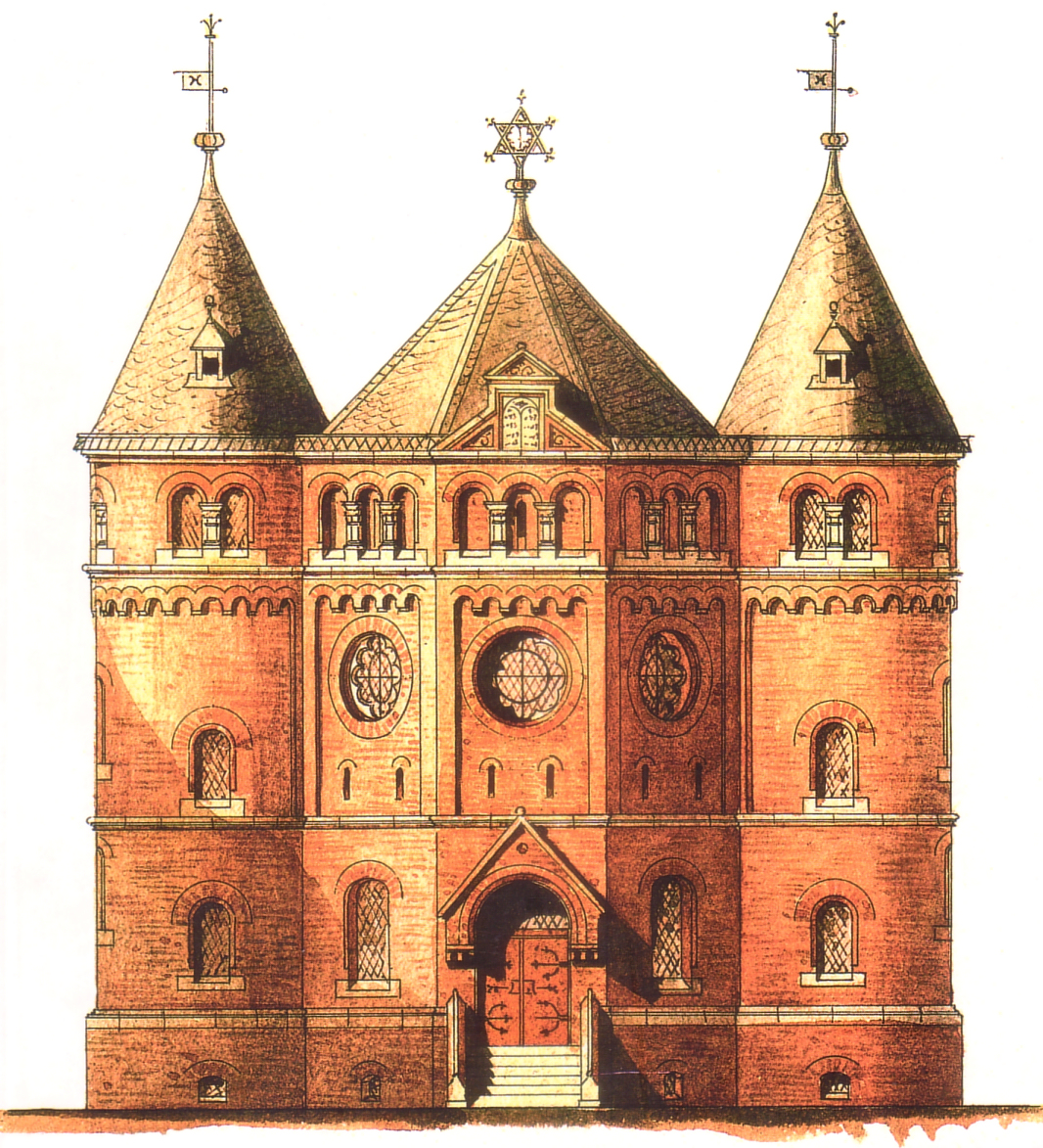
Die Alte Synagoge Hameln von 1879 als Entwurfszeichnung von Edwin Oppler

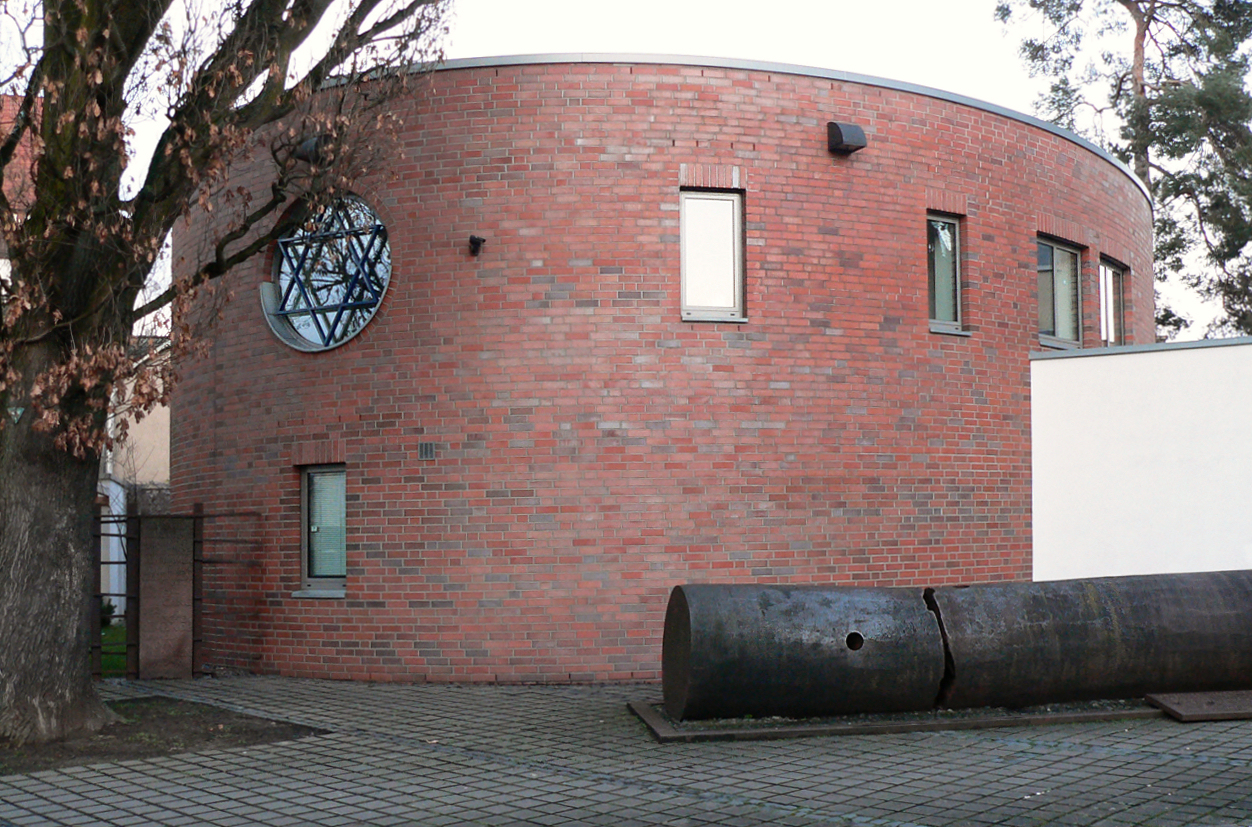
Die im Jahr 2011 erbaute Neue Synagoge Hameln

Die Geschichte der Juden in Hameln beginnt mit ihrer ersten urkundlichen Erwähnung im Jahr 1277 nach der Gründung der Stadt Hameln um das Jahr 1200. In den folgenden Jahrhunderten lebten Juden mit einem Bevölkerungsanteil von bis zu sechs Prozent und maximal 200 Personen in der Stadt. 1879 erbaute die jüdische Gemeinde die Alte Synagoge, die beim Novemberpogrom 1938 zerstört wurde. Während der Zeit des Nationalsozialismus wurden 101 jüdische Bewohner deportiert und ermordet. Heute erinnern Stolpersteine an sie. Seit den 1990er Jahren etabliert sich wieder jüdisches Leben in Hameln durch die Gründung von zwei jüdischen Gemeinden und den Bau der Neuen Synagoge. In der Stadt gibt es den ebenfalls 1938 beim Novemberpogrom zerstörten Jüdischen Friedhof Hameln. Der Bestattungsplatz wurde 1945 wieder hergerichtet und wird seit den 1990er Jahren erneut belegt.

## Geschichte

### Mittelalter
In der um das Jahr 1200 entstandenen Stadt Hameln werden Juden erstmals im Jahr 1277 urkundlich erwähnt. In anderen Städten des heutigen Niedersachsens sind sie ebenfalls seit dem 13. Jahrhundert nachweisbar, wie in Helmstedt (1240), Hannover (1292) und Braunschweig (1296). Die erste Erwähnung der Hamelner Juden findet sich im großen Stadtrechtsprivileg von 1277, mit dem Herzog Albrecht I. der Stadt Hameln umfangreiche Freiheiten und Rechte bestätigte. In diesem Privileg überließ der Herzog der Stadt das Judenregal und damit eine wichtige Finanzquelle. Jeder in Hameln wohnende Jude war dadurch von allen Diensten an dem Herzog befreit, aber der Stadt gegenüber zu den „Diensten eines Bürgers“ verpflichtet, wie Wachdienst und Befestigungsarbeit. Auf diese Weise genossen die Juden den Schutz der Stadt, für den sie aber zahlen mussten.
Im Jahr 1344 gab es unter den etwa 2000 Stadtbewohnern 20 erwachsene männliche Juden. Bei Berücksichtigung ihrer Haushaltsangehörigen, wie Frauen und Kinder, lässt dies auf 120 Juden schließen, was einen Bevölkerungsanteil von 6 Prozent ausmacht. Ein abgeschlossenes Judenviertel wie in anderen Städten existierte in Hameln nicht.

### Neuzeit
Der Rat der Stadt hatte Interesse an jüdischen Bürgern, weil sie als Kaufleute die Wirtschaft belebten. Beschränkende Bestimmungen gegen sie wurden nicht erlassen. Über landesherrliche Judenvertreibungen Ende des 16. Jahrhunderts setzte sich die Stadt Hameln hinweg. Trotzdem verließen Juden die Stadt; im Jahr 1596 lebte nur noch ein Schutzjude mit seiner siebenköpfigen Familie in der Stadt.
Gegen Ende des 17. Jahrhunderts stieg die Zahl jüdischer Bürger wieder an. 1689 lebten vier jüdische Familien mit 37 Personen in der Stadt, was bei 2632 Stadtbewohnern einen Bevölkerungsanteil von 1,4 Prozent ausmacht. Im 18. Jahrhundert nahm die jüdische Bevölkerungszahl weiter zu; 1792 gab es 14 Familien. Die Anweisungen hannoverscher Behörden schränkten jüdische Händler zunehmend ein, sodass die Mehrheit der Juden in sozialer Absonderung und Armut lebte. 1797 baten die 13 in Hameln lebenden Schutzjuden in einer Petition an die Regierung in Hannover vergeblich um die Gewährung bürgerlicher Rechte.

### 19. und 20. Jahrhundert
In der Franzosenzeit Anfang des 19. Jahrhunderts wurden auch in Hameln Juden der übrigen Bevölkerung rechtlich gleichgestellt. Nach dem Sieg über Napoleon schaffte das Königreich Hannover 1815 nach dem Wiener Kongress die Gleichstellung der Juden wieder ab. Übernommen aus französischer Zeit wurde 1828 die Vorschrift, dass Juden feste Familiennamen führen mussten.
Erst 1842 besserte sich die Rechtsstellung der Juden durch das Hannoversche Gesetz über die Rechtsverhältnisse der Juden, das sich an der liberalen Judengesetzgebung in Preußen mit dem Preußischen Judenedikt von 1812 orientierte. Ihre völlige rechtliche Gleichstellung erhielten die Juden erst nach der Revolution von 1848 durch eine Änderung der Landesverfassung des Königreichs Hannover. In dieser Zeit lebten unter den 6400 Einwohnern Hamelns 86 Juden. Durch Zuzug aus den umliegenden Dörfern stieg ihre Zahl an und erreichte 129 Personen im Jahr 1864.
Nach der Annexion des Königreichs Hannover gehörte auch Hameln ab 1866 zu Preußen; daraufhin gelang Juden in der sich günstig entwickelnden Stadt schnell der berufliche und gesellschaftliche Aufstieg. Es gab jüdische Unternehmer in der Teppichbranche sowie jüdische Ärzte und Rechtsanwälte.
Die meisten Juden waren patriotisch gesinnt und beteten in der Synagoge für Kaiser und Reich. Trotzdem waren sie Ende des 19. Jahrhunderts einem zunehmenden Antisemitismus ausgesetzt.
Zu Beginn des Ersten Weltkriegs meldeten sich zahlreiche Juden aus Hameln zum Militärdienst. Nach dem Krieg gründeten sie in Hameln eine Ortsgruppe des Reichsbunds jüdischer Frontsoldaten, der 30 Mitglieder umfasste.
In der konservativen jüdischen Gemeinde Hamelns bestand um 1920 eine kleine zionistische Ortsgruppe, der unter anderem der Rechtsanwalt Ernst Katzenstein und der Zahnarzt Hermann Gradnauer angehörten. Gradnauer initiierte 1926 den an zionistischen und sozialistischen Idealen orientierten Kibbuz Cheruth im Raum Hameln, der der Vorbereitung (Hachschara) junger Menschen auf ihre Einwanderung (Alija) nach Palästina diente.

### Zeit des Nationalsozialismus
In der Zeit des Nationalsozialismus wurden 101 Personen jüdischer Herkunft, die in Hameln lebten oder geboren wurden, nach ihrer Deportation ermordet. Zum Zeitpunkt der Machtergreifung 1933 gehörten von den 20.000 Einwohnern Hamelns 160 der jüdischen Gemeinde an, ein Bevölkerungsanteil von 0,8 Prozent. Die Zahl der Gemeindemitglieder sank auf 44 Personen im Jahr 1939. Zu dieser Zeit hatten nur zwei Mitglieder der Gemeinde als Kaufleute Einkünfte aus Erwerbstätigkeit, während die übrigen von Ersparnissen, Renten oder Mieteinnahmen lebten.
Ein erster Übergriff ereignete sich am 6. März 1933 als versuchte Brandstiftung an der Alten Synagoge mit brennenden Benzinkanistern. Am 13. März 1933 standen erstmals SA-Männer mit Schildern vor jüdischen Läden, die zum Boykott aufforderten. Am 1. April 1933 kam es, wie in ganz Deutschland, auch in Hameln zu Boykottmaßnahmen gegen jüdische Geschäfte. Die örtliche Deister- und Weserzeitung veröffentlichte den Boykottaufruf als Anzeige, in der 29 jüdische Geschäfte, Ärzte und Rechtsanwälte genannt wurden.
Beim Novemberpogrom 1938 setzten Männer der Hamelner SA und SS unter Mithilfe von Feuerwehrangehörigen die Alte Synagoge in Brand, während die Nachbarhäuser von der Feuerwehr geschützt wurden. Der jüdische Friedhof wurde durch Umstürzen und Zerschlagen von Grabsteinen geschändet. Am selben Tag wurden zudem in Hameln Läden jüdischer Eigentümer geplündert. 10 jüdische Männer wurden in der Stadt in Schutzhaft genommen und in das KZ Buchenwald verschleppt.
Nach dem im April 1939 erlassenen Gesetz über Mietverhältnisse mit Juden begann die Hamelner Stadtverwaltung im Oktober 1939 mit Wohnungsumsetzungen von jüdischen Mietern. Rund ein halbes Jahr später waren die Umsetzungen in zwei Judenhäuser abgeschlossen. Dabei kamen in das Haus Neue Marktstraße 13 siebzehn jüdische Personen und in das Haus Pferdemarkt 8 fünf jüdische Frauen.
Die jüdischen Bewohner wurden in zwei Transporten deportiert: Zunächst kamen 14 Personen Ende März 1942 in das Warschauer Ghetto. 13 weitere Personen, alle über 65 Jahre alt, wurden im Juli 1942 in das Ghetto Theresienstadt verbracht.

### Nach 1945
Nach der Befreiung vom Nationalsozialismus im Jahr 1945 lebten noch einige jüdische Menschen in Hameln. Sie hatten überlebt oder wurden nicht deportiert, weil sie mit einem sogenannten „deutschblütigen“ Partner verheiratet waren oder als Kinder einer sogenannten „Mischehe“ entstammten. Diese Menschen gaben sich nach 1945 nicht als Juden zu erkennen. Von den aus Hameln vertriebenen Juden kehrte niemand zurück. Das jüdische Leben in Hameln war so auf lange Zeit erloschen.
Erst in den späten 1990er Jahren wurden zwei jüdische Gemeinden gegründet, von denen eine die 2011 neu erbaute Synagoge nutzt. Es sind die 1997 gegründete Liberale Jüdische Gemeinde Hameln und die 1998 gegründete Jüdische Kultusgemeinde im Landkreis Hameln-Pyrmont.
Im Jahr 2018 lebte in Hameln eine Reihe von Menschen jüdischen Glaubens, die überwiegend ab 1991 aus den Ländern der ehemaligen Sowjetunion eingewandert sind.

## Frühere Synagogen
Eine erste Synagoge in Hameln gab es bereits 1341, deren Standort sich nicht mehr lokalisieren lässt. Es war ein von der Stadt gemietetes Steinhaus mit Hof und zwei Buden. Ab dem 17. Jahrhundert diente ein angemieteter Raum mit Mikwe in einem inzwischen abgerissenen Haus in der Alten Marktstraße als Synagoge. Im 19. Jahrhundert genügte dies nicht mehr den Platz- und Repräsentationsbedürfnissen der größer und wohlhabender gewordenen jüdischen Gemeinde.

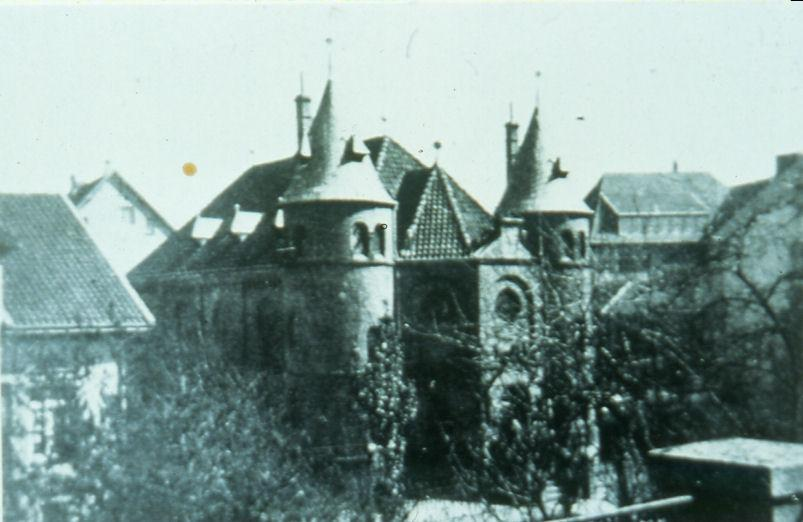
Die 1878/79 errichtete Alte Synagoge Hameln, um 1900

1875 bot die Stadt Hameln der jüdischen Gemeinde die leer stehende Garnisonskirche zur Einrichtung einer Synagoge zum Kauf an. Daraufhin erzeugten evangelische Pfarrer ein antijüdisches Klima. Schließlich verkaufte die Stadt der jüdischen Gemeinde ein Grundstück in der Bürenstraße. Darauf entstand 1878/1879 nach Plänen des Architekten Edwin Oppler die Alte Synagoge Hameln als monumentaler Bau im neuromanischen Stil, die 300 Gottesdienstbesuchern Platz bot.
Beim Novemberpogrom 1938 wurde die Synagoge von SA- und SS-Angehörigen in Brand gesetzt. Kurze Zeit später ordnete die Stadt die Abtragung der Brandruine an. Noch 1938 kaufte die Stadt das Grundstück der Synagogengemeinde ab. Dabei drückte sie den Kaufpreis im ersten Angebot von 9800 auf 6000 Reichsmark, obwohl der Einheitswert 32.500 Reichsmark betrug. Das Grundstück, auf dem ein Gebäude verblieben war, diente nach 1938 zunächst als Gemüsegarten. Nach dem Zweiten Weltkrieg gab es bereits 1945 Bemühungen zur würdigen Herrichtung des Platzes mit einer Gedenktafel, was ergebnislos verlief. 1951 erhob die Jewish Trust Corporation Ansprüche auf Rückerstattung oder Entschädigung des Synagogengrundstücks, die von der Stadt Hameln mit rund 14.000 DM abgegolten wurden.

## Gedenkstätte
Nach 1945 ließ die Stadt auf dem früheren Synagogengrundstück einen Kinderspielplatz einrichten, an dessen Rand 1963 eine kleine, von einer Buchenhecke eingefasste Gedenkstätte mit Gedenkstein eingeweiht wurde. Er trägt die Aufschrift „Menschen verstummen – Steine reden immer. Zum Gedenken an den Untergang der jüdischen Gemeinde Hameln in den Jahren 1933–45“. 1978 oder 1980 wurde die Stelle durch eine mit Sandstein verkleidete Mauer eingefasst. 1980 wurde die Bürenstraße in Höhe des früheren Synagogengrundstücks und der Gedenkstätte „Synagogenplatz“ benannt. Ab 1995 riefen Bürger zu einer Neugestaltung der Gedenkstätte auf. Für die 1996 durch Spenden und Finanzmittel der Stadt getragene Umgestaltung schuf der Bildhauer Hans-Jürgen Breuste ein zweiteiliges Mahnmal. Es besteht zum einen aus fünf Namenstafeln, auf denen 99 Personen aus Hameln mit ihrem Alter und ihrem Deportationsschicksal genannt sind. Zum anderen symbolisiert eine längsliegende, geborstene Stahlsäule die damaligen Zeitgeschehnisse.

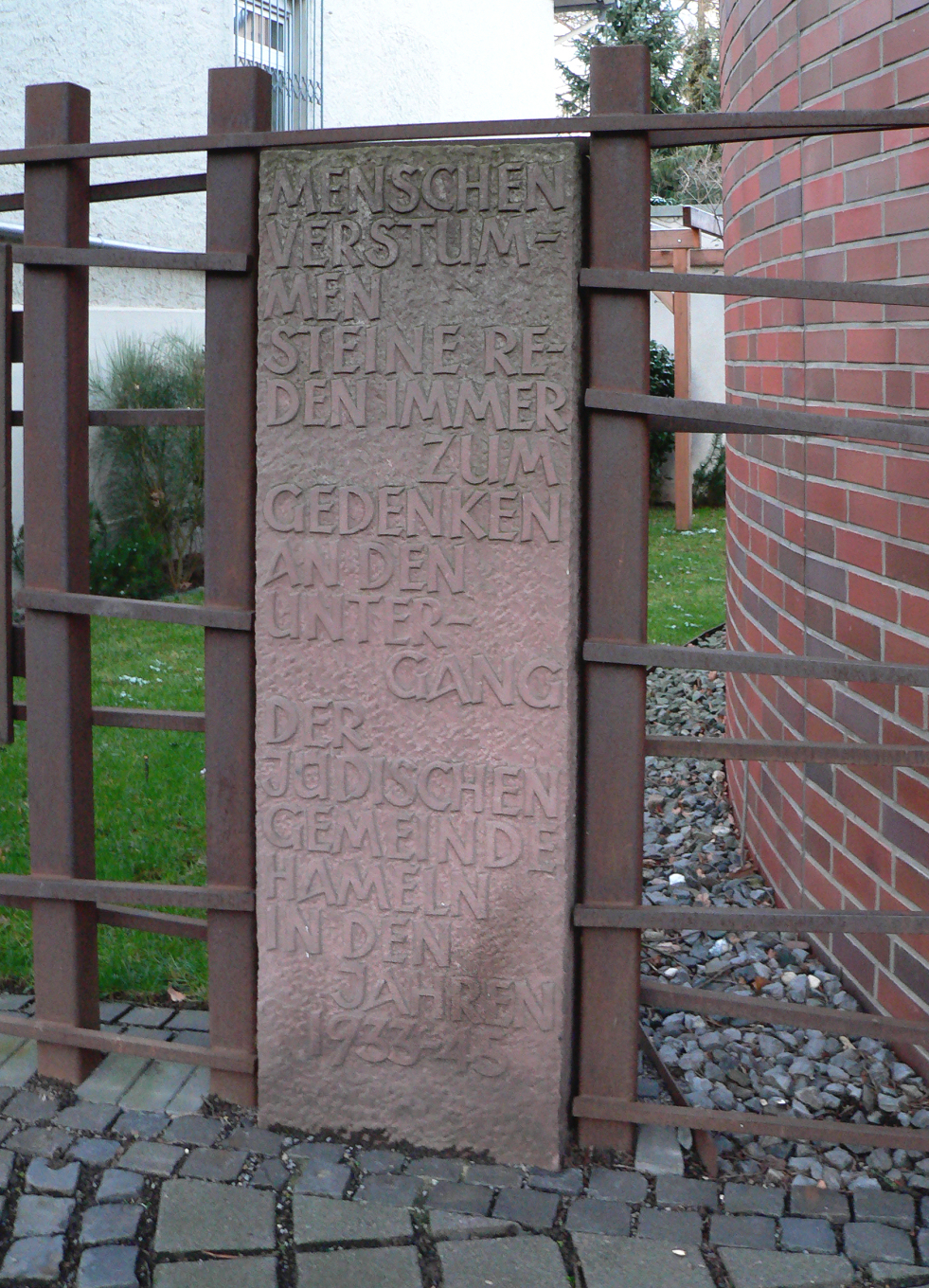
Gedenkstein von 1963, der in die 1996 neugestaltete Gedenkstätte mit übernommen wurde
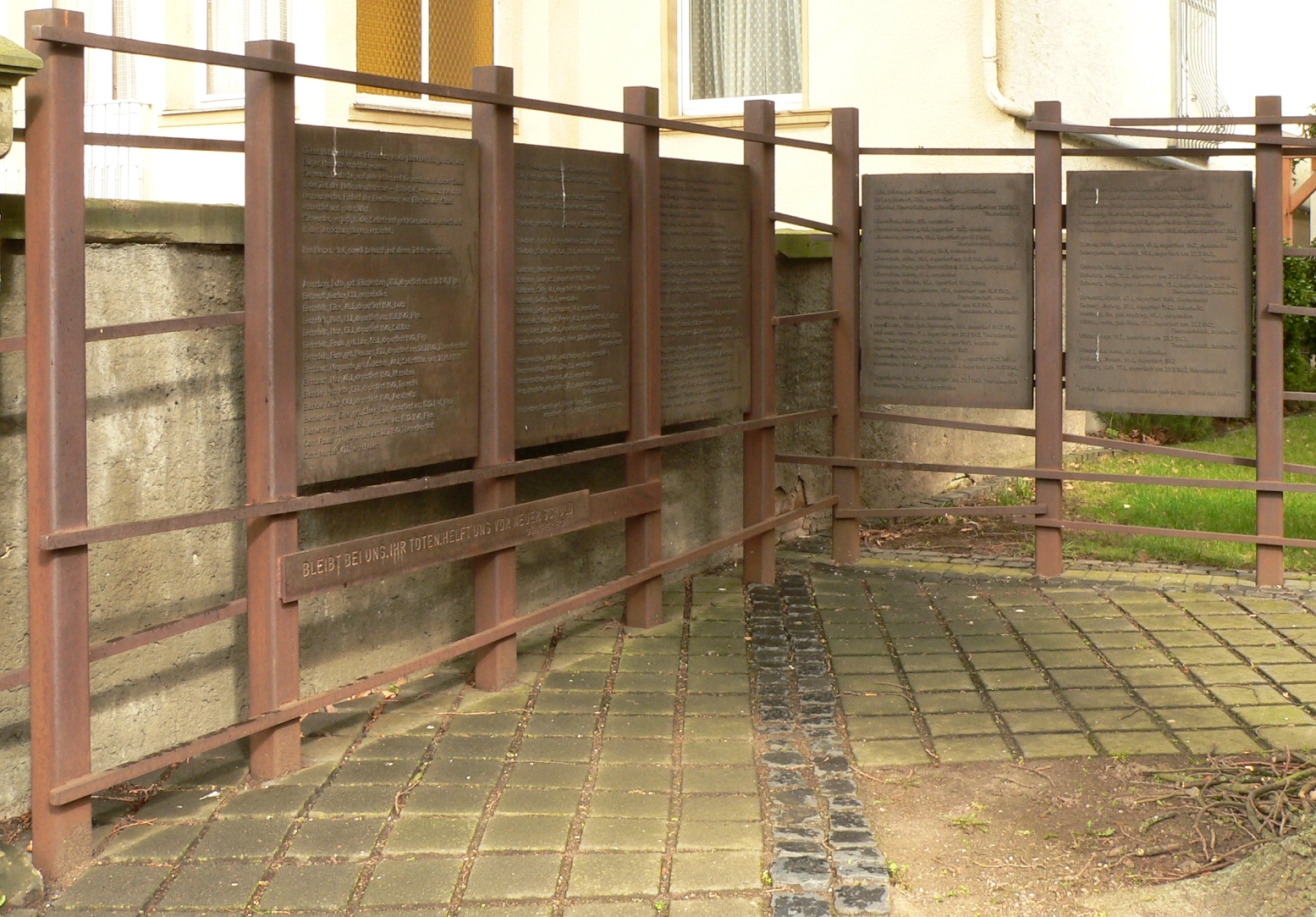
Fünf Namenstafeln mit den Deportationsschicksalen von 99 Personen aus Hameln
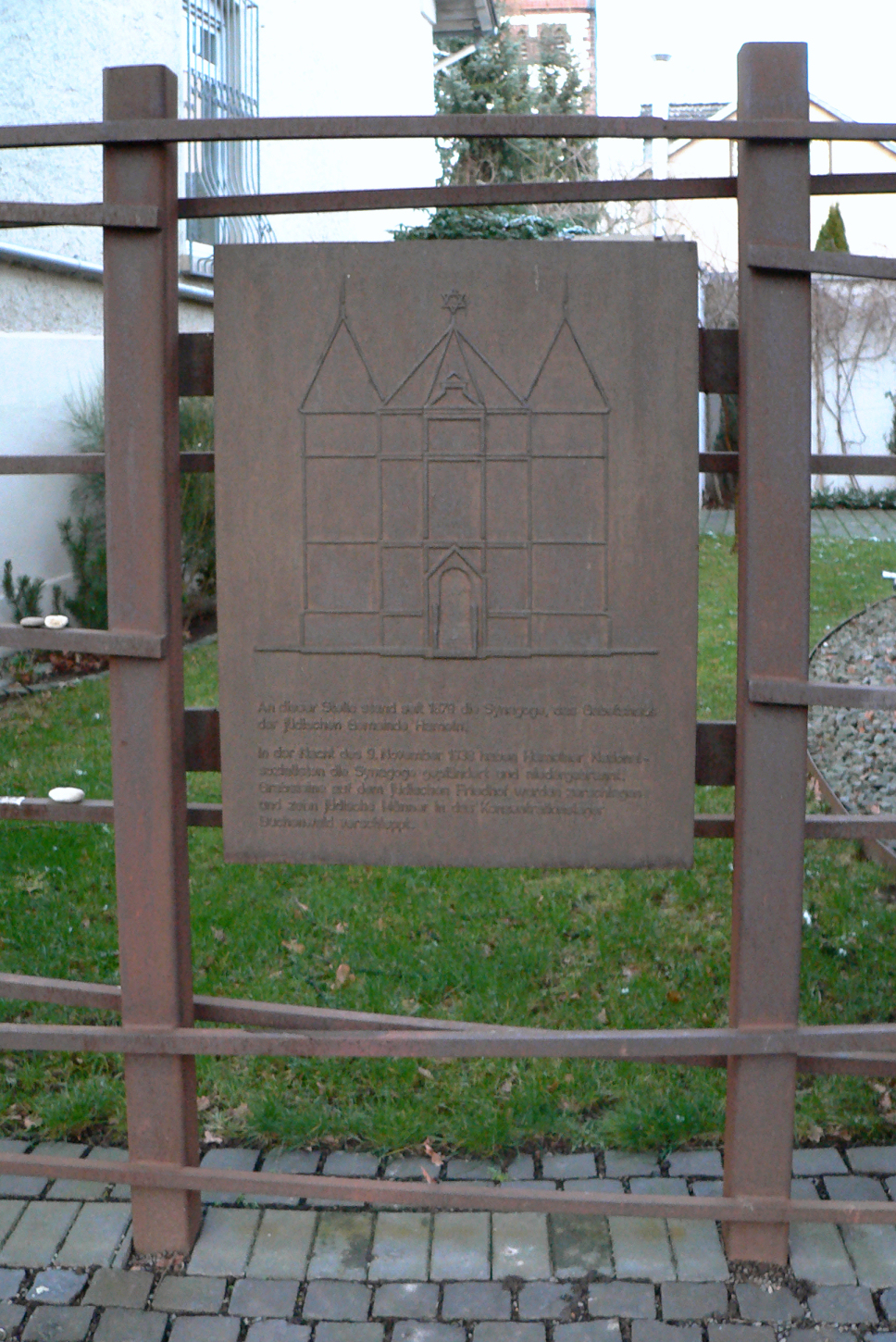
Gedenktafel zur Alten Synagoge Hameln
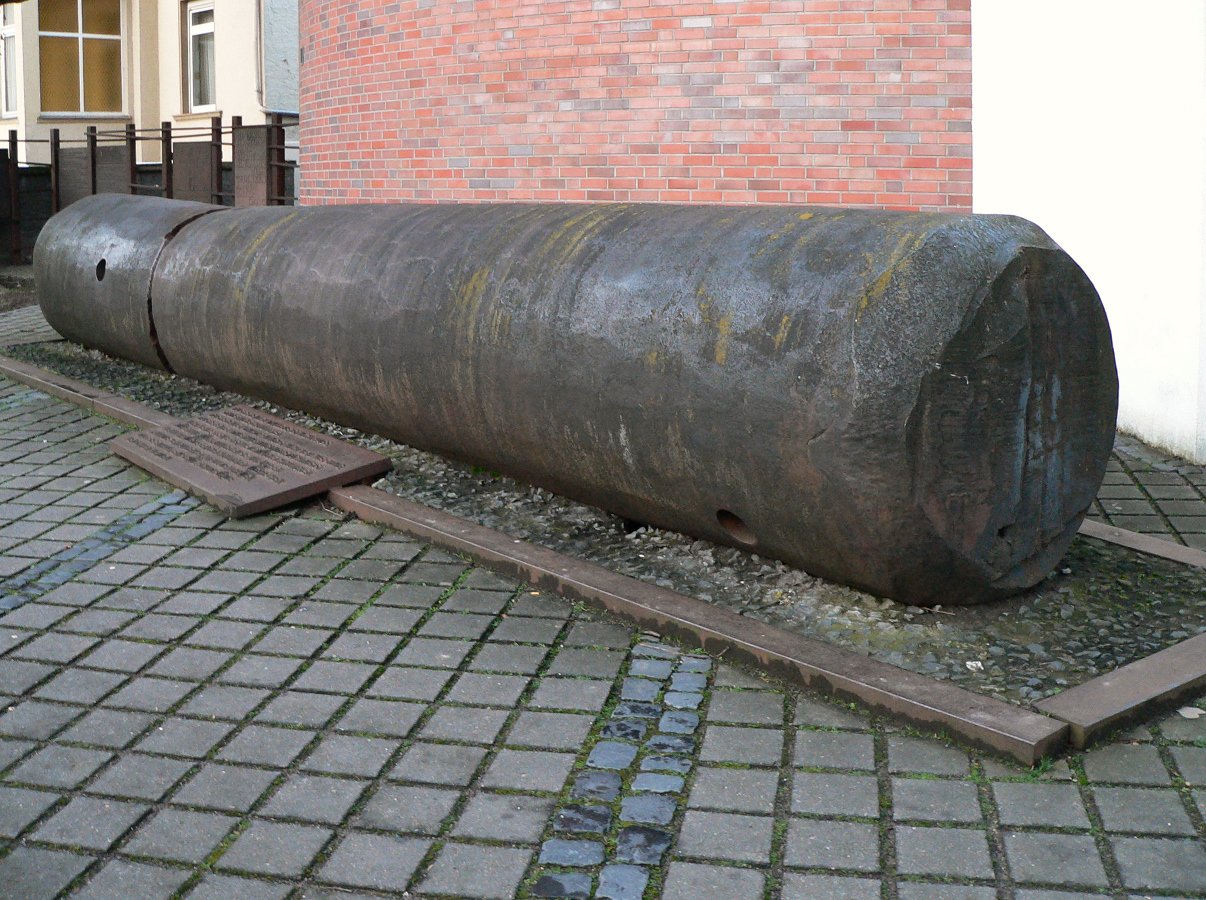
Geborstene Stahlsäule der Gedenkstätte

## Synagogenneubau

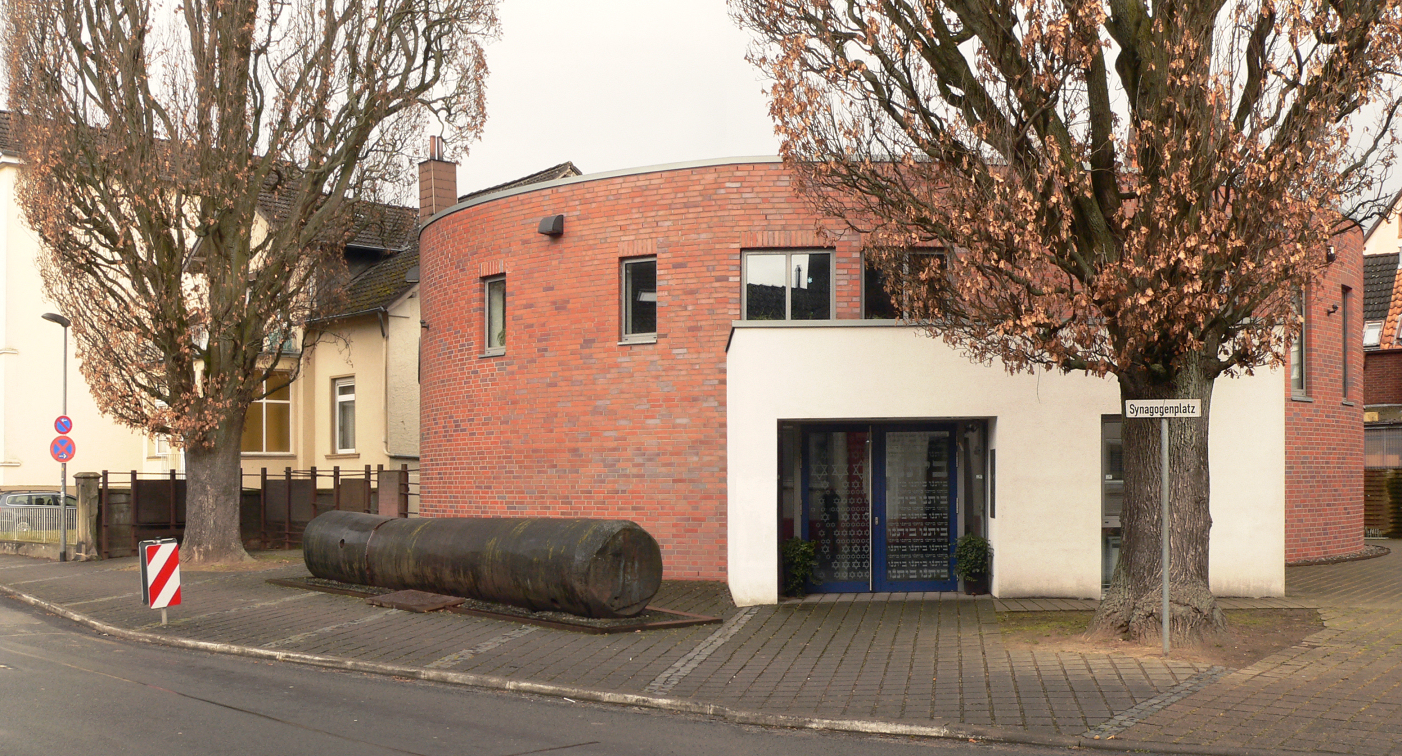
Die neue Synagoge steht zwischen den beiden Pyramideneichen, die auch die alte Synagoge eingefasst hatten

2001 erwarb die Liberale Jüdische Gemeinde Hameln das frühere Synagogengrundstück und ließ dort eine neue Synagoge errichten, die im Jahr 2011 eingeweiht wurde. Es handelt sich um ein rot verklinkertes Gebäude mit ovalem Grundriss und zwei Stockwerken. In einem runden Fenster im Obergeschoss zeigt sich ein Davidstern. Von den Gemeindemitgliedern wurde das Gebäude Beitenu (deutsch: Unser Haus) benannt. Es ist der erste Neubau einer liberalen Synagoge in Deutschland seit 1945. Die Kosten beliefen sich auf eine Million Euro und wurden zu je einem Drittel vom Land Niedersachsen, der Stadt Hameln und dem Landkreis Hameln-Pyrmont sowie der jüdischen Gemeinde getragen. Die neue Synagoge bildet mit der 1996 neugestalteten Gedenkstätte eine Einheit.

## Friedhof

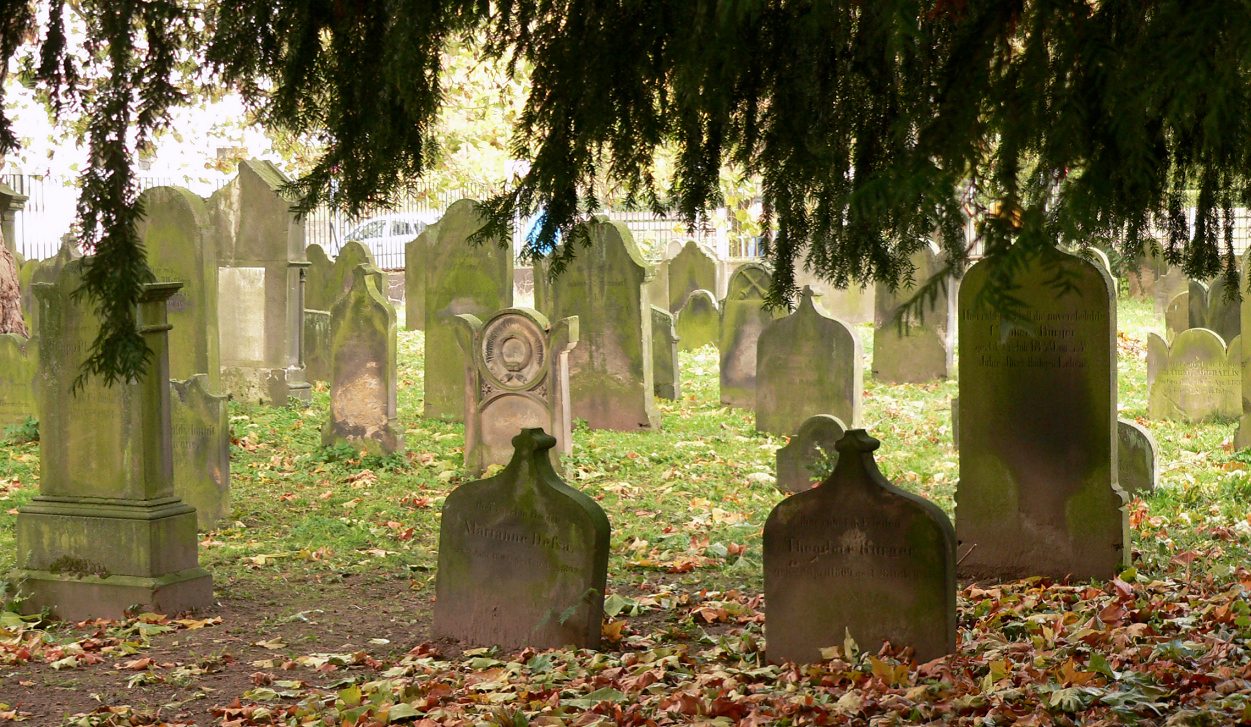
Grabsteine auf dem Jüdischen Friedhof Hameln (2010)

Ursprünglich gab es einen jüdischen Friedhof außerhalb der Stadt, der dem Ausbau Hamelns im 17. Jahrhundert zur Landesfestung des Kurfürstentums Hannover weichen musste. 1743 erwarb die jüdische Gemeinde vor dem Ostertor ein Grundstück für einen Friedhof. Es lag inmitten von Gärten im Vorfeld des Festungsgeländes außerhalb der Stadt, am Ort der heutigen Scharnhorststraße. Als die jüdische Gemeinde in Hameln gewachsen war, wurde der Friedhof 1879 durch den Kauf eines benachbarten Gartenstücks erweitert.
Beim Novemberpogrom 1938 kam es durch das Umstürzen und Zerschlagen von Grabsteinen zur Schändung des Friedhofs. Nach dem Zweiten Weltkrieg ließ die Stadt Hameln 1946 den Friedhof wiederherstellen.
Auf dem Jüdischen Friedhof Hameln befinden sich heute 173 Grabsteine für jüdische Verstorbene aus Hameln und Umgebung. Der älteste Grabstein stammt aus dem Jahr 1741, der jüngste aus dem Jahr 1937. Der frühere Bestattungsplatz ist ein geschütztes Kulturdenkmal.

## Stolpersteine

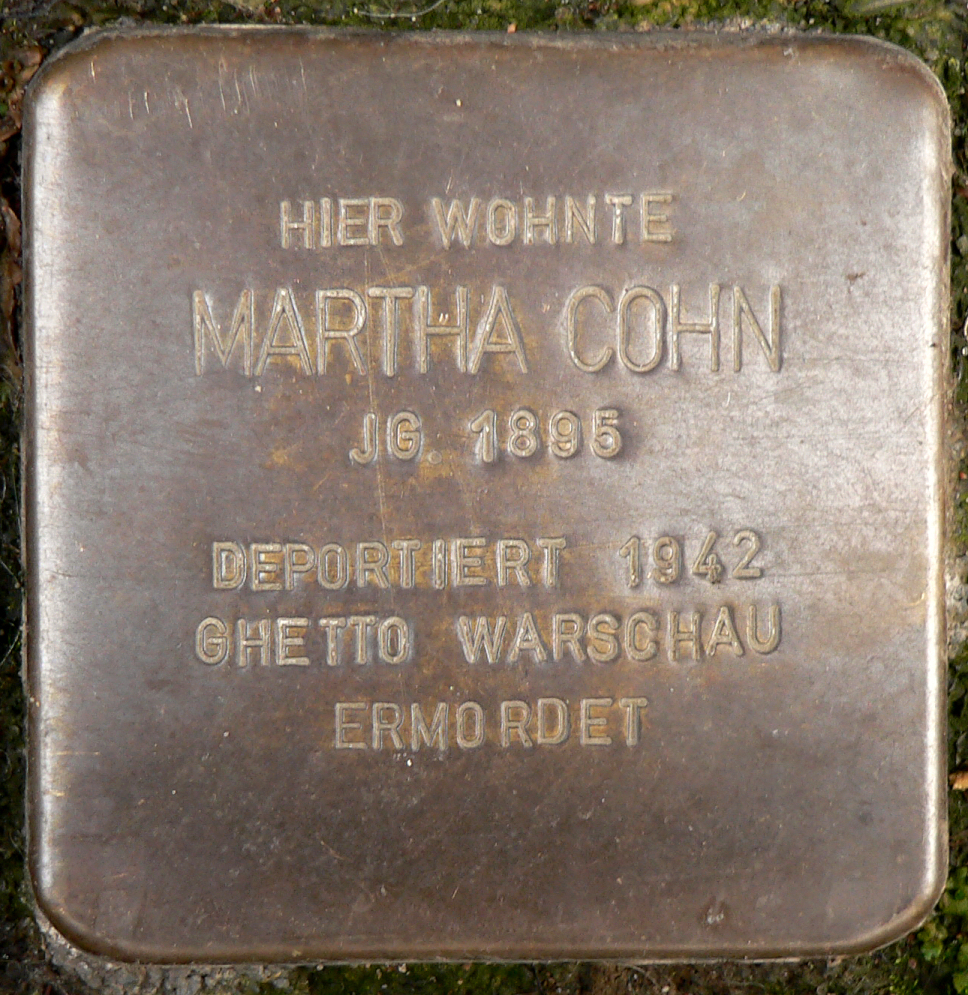
Stolperstein für Martha Cohn

In Hameln sind seit 2013 Stolpersteine im Rahmen der Aktion des Künstlers Gunter Demnig verlegt worden, 68 bis 2018. Die 10 × 10 × 10 cm großen Betonquader mit Messingtafel sind in den Bürgersteig vor jenen Häusern eingelassen, in denen die Opfer der nationalsozialistischen Gewaltherrschaft damals wohnten. Darunter ist eine Vielzahl jüdischer Bürger.